# Oued Allaqi

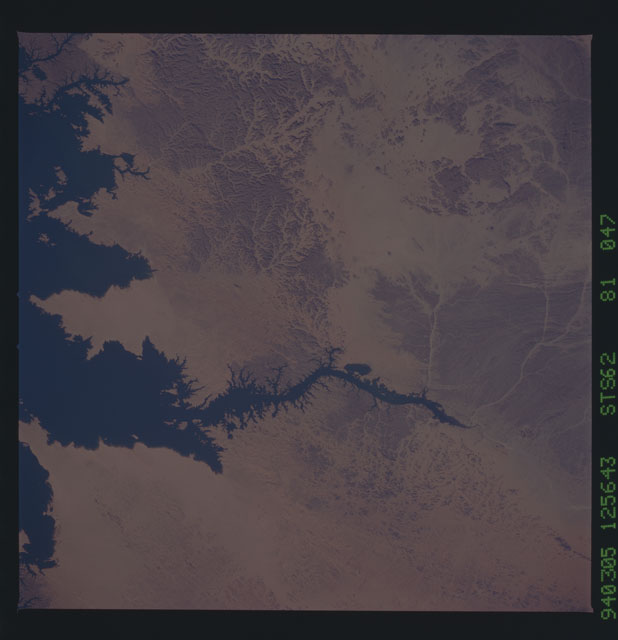
Photo satellite montrant le lac Nasser (en bleu, à 'Ouest) et une petite partie des oueds formant le bassin de Wadi Allaqui (en clair, à l'Est)

L'oued Allaqi, également écrit Wadi Allaqui ou Wadi Alalaqi (en arabe : وادي العلاقي),  est un oued (rivière sèche) dans le sud de l'Égypte. Il prend sa source au Soudan sous le triangle Halayeb et son embouchure est au sud d'Assouan sur la rive est du lac Nasser. 
Wadi Allaqi est le principal fleuve asséché dans la partie sud-est du désert oriental de l'Égypte, drainant les collines près de la mer Rouge vers la vallée du Nil. D'une longueur de 250km, l'oued est utilisé par les nomades Bejas qui vivent dans la région – environ 1 000 membres des tribus Ababda et Bishariin  en 2003. Ils y font brouter le bétail et y produisent du Charbon de bois utilisé comme carburant. Ils y recueillent aussi des plantes médicinales, y extraient du cuivre et du nickel et y cultivent à petite échelle. En 1989, la zone était une réserve naturelle gérée par l'Agence égyptienne des affaires environnementales. Elle a été déclarée Réserve de biosphère par l'UNESCO en 1993.  
L'oued Allaqi est célèbre pour ses inscriptions d'or et de roche. Un site d'inscription rocheuse remarquable se trouve à Umm Ashira. Une forteresse du Moyen Empire d'Egypte fut bâtie à Quban, près de l'embouchure de l'oued d'origine, et une autre forteresse fut construite à Ikkur. Une stèle attribuée au Nouvel Empire Egyptien et à Ramsès II fut découverte près de Quban. Elle fait référence à la recherche et à la découverte d'eau pour les orpailleurs. Le puits mentionné est situé à 60 km dans l'oued, près d'Umm Ashira, après la partie inondée qui constitue désormais le lac Nasser. Les gisements d'or et l'exploitation minière sont remarquables dans les parties supérieures de l'oued, en particulier à Hairiri, Heimur, Umm Garaiyat, Marahig, Seiga, Shoshoba et Abu Fas. L'exploitation aurifère se poursuivit au delà des débuts de la période arabe, notamment sous le règne d'Ahmad ibn Tulun. 